# Золотодобувна шахта в Злотому Стоці

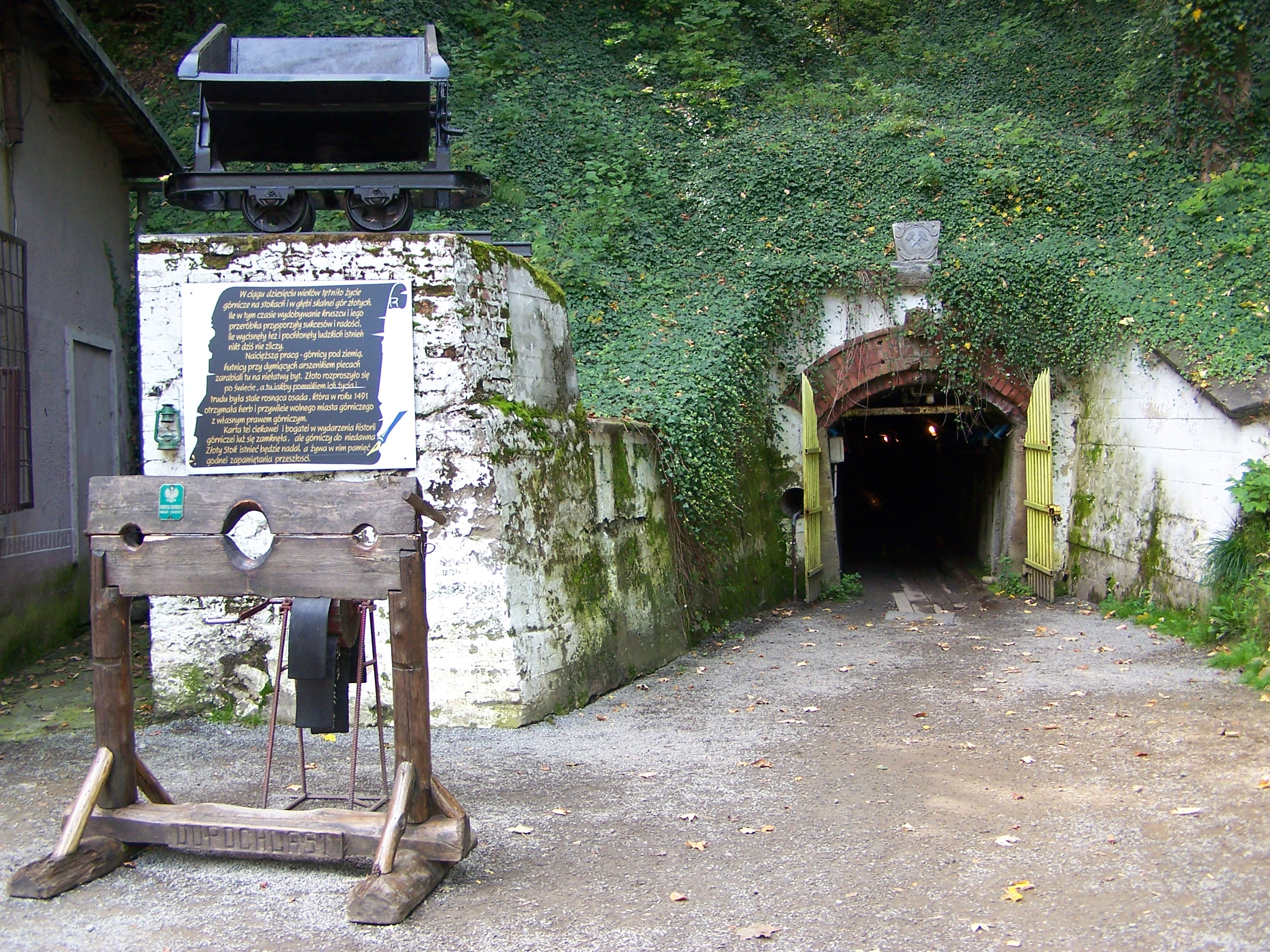
Вхід до шахти

Золотодобувна шахта в Злотому Стоці — закрита золотодобувна шахта у місті Злотий Сток (Польща), наразі музей гірництва.

## Історія розвитку гірництва в Злотому Стоці
У 1933 р. в Злотому Стоці (стара назва Райхенштайн, з німецької — «багатий камінь») урочисто святкували тисячоліття місцевого гірництва. Проте дата початку гірничих робіт не була достатньо підтверджена документально й базувалася на знахідках гірничих споруд, що мали ознаки кінця першого тисячоліття.
Найдавніші письмові джерела, які стосуються Злотого Стоку, пов'язані з закладеним у 1210 р. монастирем цистерціанців («білих монахів») у Камінці Зомбковіцькім, а перший спогад про гірничі роботи з'являється тільки у 1273 р. Це був привілей Генріха Пробуса, виданий монастиреві на гірничі пошуки. Місіонерське завдання «білих монахів» було спрямоване на гірничо-господарську колонізацію центральної і Східної Європи.
З XIV ст. починаються періоди стрімких злетів і падінь місцевого золотовидобутку, що пов'язано з різним вмістом золота в рудних тілах (найбагатші включали близько 14 г/т). Хоча щорічний середній видобуток золота за XIV—XVI ст. становив близько 140 кг (приблизно 10 % від загального європейського), були окремі періоди, коли отримували в декілька разів більше, що прославило ці рудники по всій Європі.
Ґеорґіус Аґрікола писав у середині XVI ст.:

| „Золото знаходять у кількох місцевостях... Проте більше за інших процвітає золотий рудник у Райхенштайні”. |
У місті карбувалися золоті монети номіналом 10 дукатів, які мали широкий міжнародний обіг.
Сьогодні важко відтворити детально історію тих часів, оскільки під час пожежі в 1428 р. (період Гуситських війн) були знищені гірничі й металургійні знаряддя, а також усі документи за попередні роки. Нове пожвавлення Злотостоцького гірництва й металургії розпочалося тільки близько 1475 р.
Імовірно, що гірничі роботи швидко розвивалися, бо вже в 1483 р. князь Генріх Подебрадович надає Злотому Стоку право гірничого міста, а в 1491 р. — герб і прапор.
Найдавніші гірничі роботи проводилися на трьох найбільш висунутих на північ гребнях Злотих Гір, а саме: Ханяк, Христової і Солтисів. У XV ст. роботи були сконцентровані на покладі Золотий Осел (гора Ханяк), а в XVI ст. — на покладі Небосходження (гора Христова). На схилах гір проводили видобувні й вентиляційні стволи та шурфи. Їх проходили в місцях, де знаходилися виходи старих штолень.
Вищезгадані гори були розділені між собою долинами. Біля підніжжя гори Ханяк знаходиться долина Клоцька, яка практично постійно була позбавлена води, тому видобута руда з цього району перевозилася старим гірничим трактом аж до долини Злотий Яр, де невеличка річка становила джерело енергії для гірничих пристроїв (водяних коліс, корит, ударних дробарок, мийних машин), які переробляли видобуток з усіх покладів.
З письмових джерел та старих гірничих планів виходить, що в XV і в першій половині XVI ст. видобувні роботи вели у великому обсязі (діяло близько 190 гірничих виробок), причому річний видобуток сягав приблизно 140 кг, що становило понад 8 % продукції всієї Європи. У місті карбували золоті монети номіналом 10 дукатів, що ходили в Центральній Європі.
Організація робіт базувалася на індивідуальних концесіях на окремі ділянки покладу, власники яких часто об'єднувалися у виробничі товариства. Перелік ділянок у 1455 р. нараховує 86 назв. Схожа ситуація існувала і в регіональній металургії. На плані рудника знаходяться численні позначки невеликих відвалів шлаків як позначки малих печей, які плавили золото з руди різних гірничих товариств XV—XVI ст.
З XVI ст. головну роль на руднику відіграє підприємство Фуггерів, яке скуповує продукцію власників концесій, а пізніше й більшу частину гірничих ділянок. Як приклад грабіжницького господарювання Фуггерів, можна згадати трагедію в стволі «Золотий Осел», яка сталася у 1565 р. внаслідок економії на засобах кріплення й безпеки виробок. Головний видобувний ствол глибиною 72 м був повністю знищений обвалом бокових порід. У кам'яному мішку залишилося 59 гірників. Відбудову ствола власники вважали недоречною, і завал залишився нерозібраним, а загиблих шахтарів ніколи не знайшли. Ця трагедія стала початком злої смуги для підприємства Фуггерів у Злотому Стоці і призвела до їх виходу з концесії.
У XVII ст. експорт колоніального золота з Америки й Азії став причиною застою й регресу європейських шахт золота, продуктивність яких на той час суттєво знизилася, а гірничо-геологічні умови ускладнилися. Тридцятирічна війна (1618—1648 рр.) привела до занепаду гірництва в Злотому Стоці, новий підйом якого у XVII ст. був пов'язаний з видобутком багатих арсенових руд.
Значний розвиток пошукових і гірничих робіт починається в 1701 р., коли алхімік Г. Шарффенберг винайшов способи промислового виготовлення арсену. З того часу обсяги гірничих робіт постійно зростали. Поряд з основним видобутком арсенових руд у 1801—1850 рр. на руднику методом емульгації арсенових шлаків отримують золото, з 1848 р. його отримують методом хлорування.
На початку XX ст. підприємство модернізується (будується транспортна штольня «Гертруда» довжиною 1,5 км, інші виробки). Під час Другої світової війни рудник не був знищений. Після передачі польському уряду він за короткий час досяг передвоєнного рівня видобутку арсену і золота (як побічного продукту) й експлуатувався до 1961 р. З 1997 р. рудник відкрито для туристів як гірничий музей.

## Геологічні й технологічні особливості розробки родовища
Район Злотого Стоку належить до найскладніших у Польщі з погляду геологічної будови, що пов’язано з тривалим процесом формування Злотих Гір. Мінерали представлені порушеними гнейсами, доломітовими вапняками, сланцями з вкрапленими мармурами. Експлуатувалися і поліметалічні руди, багаті на золото та арсен, які являють собою льолінгіт (FeAs2)  та арсенопірит (FeAsS), супроводжуючись оксидами різних металів (заліза, свинцю, цинку, міді). Поклади руд мали форму великих нерегулярних стоячих жил, або лінз. Вони виникли внаслідок дії високотемпературних гідротермічних розчинів у зоні контактів доломітових мармурів. Розміри окремих рудних тіл були в межах 150-180 м, товщина доходила до 25 м (одна з лінз мала потужність 50 м). Нахил рудних тіл становив 55-80°. Поклади мали численні диз’юнктивні порушення.
Початково золотоносні руди видобували в неглибоких шурфах на поверхні гори, які розміщували на виходах покладів. Далі руду подрібнювали, відокремлювали пусту породу й плавили в печах поблизу виробок. У процесах плавлення золота  супутній йому арсен випаровувався й отруював довкілля, у зв’язку з чим місцеві мешканці залишали свої поселення на період плавки, що тривав кілька днів. Уже в XIII ст. в Злотому Стоці плавили як свої, так і  Золоторийські  руди.
З  XIV ст. видобуток проводили тільки підземним способом, оскільки неглибокі виходи багатих руд було вичерпано. Надалі видобували тільки руди, які містили велику кількість арсену (більше 30%), з яких безпосередньо виплавляли золото.
Видобуток здійснювали за т.з. типовою гірничою моделлю, комбінацією штолень і стволів, що забезпечувало натуральну вентиляцію й гравітаційний водовідлив. Гірничі роботи проводили низхідним способом (зверху на щоразу нижчі рівні), залишаючи після вибраних лінз та рудних гнізд просторі камери. Закладку виробленого простору зазвичай не здійснювали, ціликів залишали недостатньо. Це приводило до проблем підтримання гірничих виробок, що викликало обрушення порід та численні трагічні випадки. Проведення виробок здійснювали за допомогою кайла, а також гірничих молотків: клин одного з них встановлювали в тріщину гірських порід, а другим завдавали руйнувального удару. У середньовіччі таким способом проходили більшість виробок (недаремно схрещені  молотки стали світовим символом гірництва). Для створення тріщинуватості  порід постійно використовували вогневий метод: розпалювання вогню у вибоях виробок, який розпікав гірський масив, з подальшим його охолодженням водою.  Це, завдяки різкому перепаду температур, руйнувало породи й створювало можливість молоткового відбою.
Слід зауважити, що вогняні роботи приводили до звільнення отруйного арсену, причому гірники, приймаючи отруйний газ за звичайний дим, не застосовували жодних заходів безпеки.
Смертність гірників з цієї причини була дуже високою, але протягом століть власники рудників не забороняли вогневий спосіб руйнування порід. Натомість вони поширювали чутки, що гинуть лише ті, хто привласнює знайдене золото.
З писемних джерел відома одна з найбільших проблем місцевого гірництва та металургії: постійна нестача деревини, яку спалювали у великій кількості при руйнуванні порід і витопленні золота, а також використовували для кріплення  гірничих виробок.
Визначною подією технічного розвитку стало перше у світі використання на рудниках Злотого Стоку в 1612 р. вибухових робіт із застосуванням чорного пороху. Цей досвід, було поширено у 1627 р. на словацькі рудники Банської Штявниці, започаткував нову технологічну епоху проведення гірничих виробок.
Зі старих часів залишилися сотні видобувних ям, вирв, зруйнованих шурфів, штолень і камер; численні відвали пустої породи й шлаків. Вважають, що повний обсяг видобутого й витопленого в Злотому Стоці золота становить понад 16 т, а арсену – понад 125 т. Загальна  довжина гірничих виробок, що розмістилися на 21 горизонті, перевищує 200 км (без урахування стволів та шурфів).
Масштабність гірничих робіт різних часів та історичне значення рудника створили умови для музеєфікації цієї пам’ятки гірництва, відновлення старих виробок і технологій.

## Підземні туристичні об’єкти
Гірництво Злотого Стоку мало велике значення не тільки завдяки масштабним обсягам видобутку, але й як значний центр технічної думки. Тут були розроблені нові способи експлуатації й збагачення відносно бідних золотих руд, розкрито секрети  металургії такої сировини. У 1612 р. на руднику був вперше застосований чорний порох для вибухових робіт. У XVIII ст. тут створені засади металургії арсенових руд і їх продуктів, на які опирався розвиток цієї галузі в усій Європі.
Ідея створення музею в Злотому Стоці була висунута професором Т. Дзєконським ще в 1964 р., але тільки після 30-ти років запустіння й забуття, завдяки старанням влади міста й приватних інвесторів, в 1995 р. було створено підземний музей гірництва та металургії золота (сучасна назва «Золотий рудник»). Протягом шести років діяльності туристичного підприємства вдалося провести інвентаризацію доступних ділянок гірничих виробок давнього рудника, а потім забезпечити дві туристичні траси в штольнях «Чорна верхня» та «Гертруда». Сьогодні доступні для відвідування ділянки ще трьох штолень: «Княжа»,  «Чорна нижня» та «Емануель».
Штольня “Чорна верхня” складає значну частину підземної туристичної траси, дає доступ до виробок, які походять з XVI та XVII століть. Перший приклад гірничих робіт тих часів можна побачити вже біля місця закладення штольні, де над просторим новим входом знаходиться низьке й вузьке вікно стародавньої штольні XVI ст. За входом розташована висока камера, яка утворилася внаслідок обвалу перекриття, що відокремлювало рівні старих і нових виробок. У дальній частині від штольні відходить кілька бічних виробок XVI ст., низьких і вузьких, зі слідами середньовічних прохідницьких робіт, а також просторіших з добре вимощеною підошвою – XVIII-XIX ст. У штольні є сліпий ствол, який поєднує її з нижчими горизонтами. Одна із сполучених виробок веде до камери з водоспадом. Природна вода в ньому витікає з дна камери XVI ст., яка розташована на 10 м вище.
Будівництво штольні «Гертруда» закінчено в 1921 р. Дещо пізніше споруджено квершлаг довжиною 500 м, який поєднує її з приствольним двором ствола «Небосходження». Штольня «Гертруда» була головною транспортною артерією, яка з’єднувала всі гірничі поля на відмітці 360 м. Загальна довжина виробки становить 1500 м (зараз доступна на ділянці близько 1000 м). На відмітці 500 м у штольні та в прилеглих камерах колишніх складів вибухових матеріалів створено підземну туристичну трасу.
Штольня «Княжа» є найстарішою доступною виробкою рудника. Її спорудження розпочато в 1501 р., а в 1573 р. вона мала близько 420 м довжини. Після відновлення робіт у XVIII ст. штольню збільшено ще на 50 м. Незважаючи на багатовікову експлуатацію (вона виконувала водовідливну функцію до XX ст.), ця штольня не втратила свого давнього вигляду. У перерізі виробка має характерну для періоду XVI ст. форму вузької, витягнутої трапеції. На її контурі можна побачити сліди роботи кайла і молотків (характерні борозни в породі), а також плями закопчування від гірничих каганців. Нині ця штольня доступна на довжині 192 м. На кінці цієї ділянки знаходиться обрушена зона, яка виникла поблизу сліпого ствола.
Штольня «Чорна нижня» була збудована в кінці XIX – на початку XX ст. Є припущення, що вона пройдена по раніше створеній виробці малого перерізу. Зараз це відносно простора виробка склепінчастої форми з розмірами 2,5х2,5 м, з боковими ходами (один з яких спрямовано в бік каменоломні) і системою сполучених виробок у кінцевій частині. Через сліпий ствол, який іде вгору, вона поєднується зі штольнею «Чорна верхня», що розташована на 27 м вище. У наші часи відвідувачам доступні 380 м штольні. Далі йде зона обвалів.
Проведення штольні «Емануель» розпочато в 1506 р. У середині XVI ст. вона сягала довжини 800 м, доходячи до приствольного двору ствола «Золотий Осел». Після відновлення гірничих робіт у XVIII ст. цю штольню подовжено на 440 м. Зараз виробка прохідна на відстані 840 м. Далі, приблизно до колишнього ствола «Реден» (близько 200 м), заповнена закладкою. Ділянка штольні з XVI ст. має змінний переріз і дуже крута. Частина з XVIII ст. розташована горизонтально. На доступній для відвідувачів ділянці можна побачити кілька бокових виробок, закладених породою, а також три стволи з XVI ст. (один з них без порушень). На деяких ділянках штольні застосоване кріплення з кам’яної кладки. У виробці є кілька  обрушених відтинків (переважно біля стволів), рівень води на деяких з них сягає висоти 1,2 м.
Таким чином, у доступних для огляду  гірничих виробках Злотостоцьких покладів можна спостерігати приклади гірничих робіт з XVI по XX ст. Недоліком туристичного маршруту є відсутність сполучення між існуючими туристичними трасами. Для того, щоб ліквідувати цю незручність, зараз проводять роботи з поєднання цих трас із залученням нових ділянок давніх виробок. Заплановано розчистити завали й закріпити недоступну частину штольні «Чорна нижня» з поєднанням із «Чорною верхньою». У планах також відновлення ствола, який з’єднає «Княжу» штольню із «Гертрудою». Після реалізації цих завдань виникне туристична  траса із загальною довжиною 3,5 км, причому закінчення траси буде знаходитися усього за 15 м від її початку. 
З геомеханічної точки зору, найбільшу стійкість має масив, що вміщує штольню «Гертруда». Низька міцність вмісних порід на деяких ділянках траси вимагає забезпечення стійкості за допомогою підсиленого кріплення та потребує моніторингових досліджень стану виробок. Загрозою для існуючої підземної  траси може бути вплив невідомих давніх виробок, які не позначені на жодному плані гірничих робіт. Це передбачає тісну співпрацю музею з гірничими інженерами-геомеханіками. З іншого боку, гірничі виробки, технологічні засоби, давня техніка й види застосованого кріплення мають характер навчальних експонатів і можуть ефективно використовуватися викладачами гірничих спеціальностей у навчальному процесі.